# Cain & Abel
Cain & Abel (frequentemente abreviado para Cain) é uma ferramenta de recuperação de senha para Microsoft Windows. Ele pode recuperar muitos tipos de senhas usando métodos como sniffing de pacotes de rede, decifrando vários hashes de senhas, por meio do uso de métodos como ataques de dicionário, força bruta e ataques de análise de criptografia. Os ataques de criptoanálise são feitos através de tabelas de arco-íris, que podem ser geradas com o programa winrtgen.exe, fornecido com o Cain & Abel. Cain & Abel são mantidos por Massimiliano Montoro e Sean Babcock.